# Pasquale Aleardi
Pasquale Aleardi (Zurigo, 1º giugno 1971) è un attore e cantante svizzero naturalizzato tedesco.

## Biografia
Nato a Zurigo nel 1971 da una famiglia di origine italo-greca, parla tre lingue: tedesco, italiano e greco. Sin da piccolo ebbe la passione per la televisione, trasmessagli dai suoi genitori.
La famiglia lo avrebbe voluto avvocato, ma lui nel 1992 si diplomò alla scuola d'arte Zürcher Hochschule der Künste.
Attualmente vive a Berlino ed è anche musicista e cantante: dal 2004 è membro del progetto musicale Big Gee di Colonia.
Per la sua interpretazione di un minatore italiano impegnato nella realizzazione del traforo di San Gottardo ha vinto nel 2017 il  Premio del cinema svizzero  come miglior attore. Il film, realizzato per la televisione, risulta essere la più impegnativa produzione televisiva svizzera ed è stata presentata in anteprima al Festival di Locarno nell'agosto 2016.
A partire dal 2014 interpreta il protagonista della serie televisiva tedesca Il commissario Dupin, tratta dai romanzi di Jean-Luc Bannalec

## Filmografia

### Cinema
- Tschäss, regia di Daniel Helfer (1994)

- Die Knickerbocker-Bande: Das sprechende Grab, regia di Marijan David Vajda (1995)
- Die zweite Hand, regia di Urs Buehler - cortometraggio (1997)
- Mein Vater, die Tunte, regia di Uwe Janson (2001)
- Resident Evil, regia di Paul W. S. Anderson (2002)
- Nachts im Park, regia di Uwe Janson (2002)
- 24 ore nella vita di una donna (24 heures de la vie d'une femme), regia di Laurent Bouhnik (2002)
- Grounding - Gli ultimi giorni di Swissair (Grounding - Die letzten Tage der Swissair), regia di Michael Steiner (2006)
- Schöner Leben, regia di Markus Herling (2006)
- Wo ist Fred?, regia di Anno Saul (2006)
- 300 ore per innamorarsi (Keinohrhasen), regia di Til Schweiger (2007)
- Fast Track (Fast Track: No Limits), regia di Axel Sand (2008)
- Taxiphone: El Mektoub, regia di Mohammed Soudani (2010)
- What a Man, regia di Matthias Schweighöfer e Torsten Künstler (2011)
- Männerherzen... und die ganz ganz große Liebe, regia di Simon Verhoeven (2011)
- I fantastici 5 (Fünf Freunde 4), regia di Mike Marzuk (2012)
- The Berlin File (Bereullin), regia di Ryoo Seung-wan (2013)
- Honig im Kopf, regia di Til Schweiger (2014)
- Die Kleinen und die Bösen, regia di Markus Sehr (2015)
- Ich war noch niemals in New York, regia di Philipp Stölzl (2019)

### Televisione
- Zugriff - serie TV, episodi 1x1 (1998)
- SK Kölsch - serie TV, 12 episodi (1999)
- Die Wache - serie TV, episodi 5x17 (1999)
- Die Singlefalle - Liebesspiele bis in den Tod, regia di Michael Keusch - film TV (1999)
- Anke - serie TV, episodi 1x9 (2000)
- Cops - Squadra Speciale (Die Motorrad-Cops: Hart am Limit) - serie TV, episodi 1x3 (2000)
- Ich beiß zurück, regia di Claudia Garde - film TV (2000)
- Sinan Toprak ist der Unbestechliche - serie TV, episodi 1x4 (2001)
- Die Salsaprinzessin, regia di Dror Zahavi - film TV (2001)
- Weihnachtsmann gesucht, regia di Uwe Janson - film TV (2002)
- Natalie - Babystrich Ostblock, regia di Franziska Meyer Price - film TV (2003)
- Jagd auf den Flammenmann, regia di Uwe Janson - film TV (2003)
- Für immer verloren, regia di Uwe Janson - film TV (2003)
- Baal, regia di Uwe Janson - film TV (2004)
- Wie krieg ich meine Mutter groß?, regia di Stephan Wagner - film TV (2004)
- Schöne Männer hat man nie für sich allein, regia di Hansjörg Thurn - film TV (2004)
- Die Bullenbraut - Ihr erster Fall, regia di Ulli Baumann - film TV (2005)
- Edel & Starck - serie TV, episodi 4x7 (2005)
- Wo bleibst du, Baby?, regia di Uwe Janson - film TV (2005)
- Die Sturmflut, regia di Jorgo Papavassiliou - film TV (2006)
- Lulu, regia di Uwe Janson - film TV (2006)
- LadyLand - serie TV, episodi 1x2 (2006)
- Süssigkeiten, regia di Markus Fischer - film TV (2006)
- Küstenwache - serie TV, episodi 10x10 (2006)
- Ein Fall für den Fuchs - serie TV, episodi 1x5 (2006)
- Verrückt nach Clara - serie TV, 8 episodi (2007)
- Sperling - serie TV, episodi 1x18 (2007)
- R.I.S. - Die Sprache der Toten - serie TV, episodi 1x7 (2007)
- Kinder, Kinder - serie TV, episodi 1x1-1x2-1x5 (2007)
- Der letzte Zeuge - serie TV, episodi 9x5 (2007)
- Polizeiruf 110 - serie TV, episodi 36x6 (2007)
- Manatu - Nur die Wahrheit rettet dich, regia di Edzard Onneken - film TV (2007)
- Vermisst - Liebe kann tödlich sein, regia di Jorgo Papavassiliou - film TV (2007)
- Erdbeereis mit Liebe, regia di Oliver Dommenget - film TV (2007)
- Küss mich, wenn es Liebe ist, regia di Anja Jacobs - film TV (2008)
- Willkommen im Westerwald, regia di Tomy Wigand - film TV (2008)
- Eine bärenstarke Liebe, regia di Mike Eschmann - film TV (2008)
- Der Tag, an dem ich meinen toten Mann traf, regia di Matthias Luthardt - film TV (2008)
- Dutschke, regia di Stefan Krohmer - film TV (2009)
- Vulcano (Vulkan), regia di Uwe Janson - film TV (2009)
- Im Spessart sind die Geister los, regia di Holger Haase - film TV (2010)
- Masserberg, regia di Martin Enlen - film TV (2010)
- Schicksalsjahre - serie TV (2007)
- Un'estate a Parigi (Ein Sommer in Paris), regia di Jorgo Papavassiliou - film TV (2011)
- Belle e gemelle (Im Brautkleid meiner Schwester), regia di Florian Froschmayer - film TV (2012)
- München 72 - Das Attentat, regia di Dror Zahavi - film TV (2012)
- Schleuderprogramm, regia di Kathrin Feistl - film TV (2012)
- Nur eine Nacht, regia di Thorsten Näter - film TV (2012)
- Die ProSieben Märchenstunde - serie TV, episodi 5x1 (2012)
- Wer liebt, lässt los, regia di Judith Kennel - film TV (2013)
- Herztöne, regia di Sven Bohse - film TV (2013)
- Stärke 6, regia di Sabine Boss - film TV (2013)
- Tatort - serie TV, episodi 1x877 (2012)
- Robin Hood und ich, regia di Holger Haase - film TV (2013)
- Papa auf Probe, regia di Udo Witte - film TV (2013)
- Gotthard - serie TV, episodi 1x1-1x2 (2016)
- Für Emma und ewig, regia di Doron Wisotzky - film TV (2017)
- Das Pubertier - serie TV, 6 episodi (2017)
- Inspector Dupin - film TV (2018)
- Bingo im Kopf, regia di Christian Theede - film TV (2019)
- Kommissar Dupin - Bretonisches Vermächtnis, regia di Bruno Grass - film TV (2020)
- Il commissario Dupin (Kommissar Dupin) - serie TV, 12 episodi (2014-in corso)